# Сало Микола Ігорович
Мико́ла І́горович Са́ло (1992—2014) — солдат Збройних сил України, учасник російсько-української війни.

## З життєпису
Народився 1992 року в селі Лавриків (Жовківський район, Львівська область). Завершив лавриківську школу; 2010-го — Рава-Руський професійний ліцей (муляр, монтажник сталевих та залізобетонних конструкцій). Працював у Львівському спеціалізованому будівельно-вантажному управлінні № 1. Проходив строкову службу — в Донецьку, потім в Рубіжному. Після служби в армії знову працював у Львівському Б/У № 1.
2014 року за контрактом першою хвилею поїхав на передову. Стрілець, 24-а окрема механізована бригада.
6 серпня 2014-го зник безвісти під час виходу з оточення під Дяковим в Луганській області. Бойова машина відстала від основного угруповання, яке виходило з «котла», і на блокпосту біля міста Красний Луч потрапила у засідку проросійських сил, які закидали машину гранатами. Разом з Миколою загинув майор Петро Третяк та старший сержант Євгеній Сиротін.
Була інформація, що перебував у полоні в «ДНР», а зник безвісти при артилерійському обстілі 16 серпня під Лутугиним.
9 грудня 2014 р. рішенням Жовківського районного суду оголошений загиблим 6 серпня 2014 р. під Дяковим Луганської області.
Без Миколи лишились батьки, брат та сестра.
Не похований.

## Нагороди та вшанування
За особисту мужність і героїзм, виявлені у захисті державного суверенітету та територіальної цілісності України, вірність військовій присязі під час війни на сході України
- нагороджений орденом «За мужність» III ступеня (9.4.2015, посмертно).
- Його портрет розміщений на меморіалі «Стіна пам'яті полеглих за Україну» у Києві: секція 2, ряд 6, місце 27.
- Вшановується 16 серпня на щоденному ранковому церемоніалі вшанування українських захисників, які загинули цього дня у різні роки внаслідок російської збройної агресії[2]